# Wright Engineering Works
Wright Engineering Works war ein britischer Hersteller von Automobilen.

## Unternehmensgeschichte
Das Unternehmen aus Cheltenham begann 1921 mit der Produktion von Automobilen. Der Markenname lautete Wright. Im gleichen Jahr endete die Produktion. Insgesamt entstanden nur wenige Exemplare.

## Fahrzeuge
Das Unternehmen stellte Cyclecars her. Ein Zweizylinder-Boxermotor von Douglas Motors trieb das Fahrzeug mittels einer Kette an. Im Prototyp leistete der Motor 4 PS, in den Serienmodellen 6 PS. Besonderheit war das Friktionsgetriebe. Der Neupreis betrug 150 Pfund.